# سلدن پی. اسپنسر
سلدن پی. اسپنسر (به انگلیسی: Selden Palmer Spencer) سناتور سابق عضو حزب جمهوری‌خواه ایالات متحده آمریکا بود. وی در سال ۱۹۱۸ تا ۱۹۲۵ میلادی سناتور ایالت میزوری در سنای ایالات متحده آمریکا بود.